# Ophiactis humilis
Ophiactis humilis är en ormstjärneart som beskrevs av George Richard Lyman 1869. Ophiactis humilis ingår i släktet Ophiactis och familjen bandormstjärnor. Inga underarter finns listade i Catalogue of Life.